# Biscarri
|  | Per a altres significats, vegeu «Biscarri (desambiguació)». |

Biscarri és un poble de l'antic terme de Benavent de Tremp, actualment pertanyent al d'Isona i Conca Dellà, tots dos a la comarca del Pallars Jussà. Ha estat sempre l'entitat de població amb més habitants d'aquell terme, tot i ser la segona en importància. El poble vell estava situat a 939 m. alt. i era en un territori conegut per la bondat i abundor de les seves fonts. Aquest deu ser el motiu del seu antic poblament, històricament el més important del terme.
El municipi de Biscarri fou creat el 1812 a partir de les disposicions de la Constitució de Cadis, a part del de Benavent, i formaren dos ajuntaments separats, que s'uniren el febrer del 1847, en aplicar-se les disposicions que suprimien els ajuntaments amb menys de 30 veïns (caps de família). En el decret del Butlletí Oficial de la província de Lleida on apareixen les agrupacions, però, és Benavent de Tremp qui s'agrega a Biscarri, que hi consta com a cap del districte municipal. Aquesta situació, amb Biscarri de cap de districte municipal, s'allarga fins al 1858, any en què en la majoria de documents apareix ja Benavent de Tremp com a nom de l'ajuntament. Entre 1854 i 1858 apareixen alternativament tots dos pobles, en caràcter de cap d'ajuntament, i en una avinentesa, apareixen tots dos alhora, separats amb un guionet.

## Etimologia
Joan Coromines explica que el nom de Biscarri prové de l'iberobasc. Encara actualment en llengua basca l'arrel de la paraula significa llom, carena o cresta (de muntanya). És un dels abundosos topònims pallaresos que són mostres del substrat bascoide d'aquesta zona.
El sufix -arri, que sembla indicar població es troba en molts altres noms de pobles pirinencs o propers: Benavarri, Ginestarre, Lasquarri, Unarre...
Així doncs, Biscarri seria el poble de la carena.

## El poble
Presenta dos nuclis principals, tots dos dispersos, de manera que no arriben a formar ni plaça ni carrer: Biscarri Vell i la zona de prop de la carretera, que hom esmenta simplement com a Biscarri. A l'extrem nord-oest hi ha les ruïnes del poble vell, a l'entorn de l'església romànica de Sant Andreu de Biscarri, que constituïa parròquia pròpia. Actualment, com la resta de parròquies de l'actual municipi, i del veí d'Abella de la Conca, depèn del rector d'Isona. Pertany, doncs, al bisbat d'Urgell, dins de l'arxiprestat de Tremp.

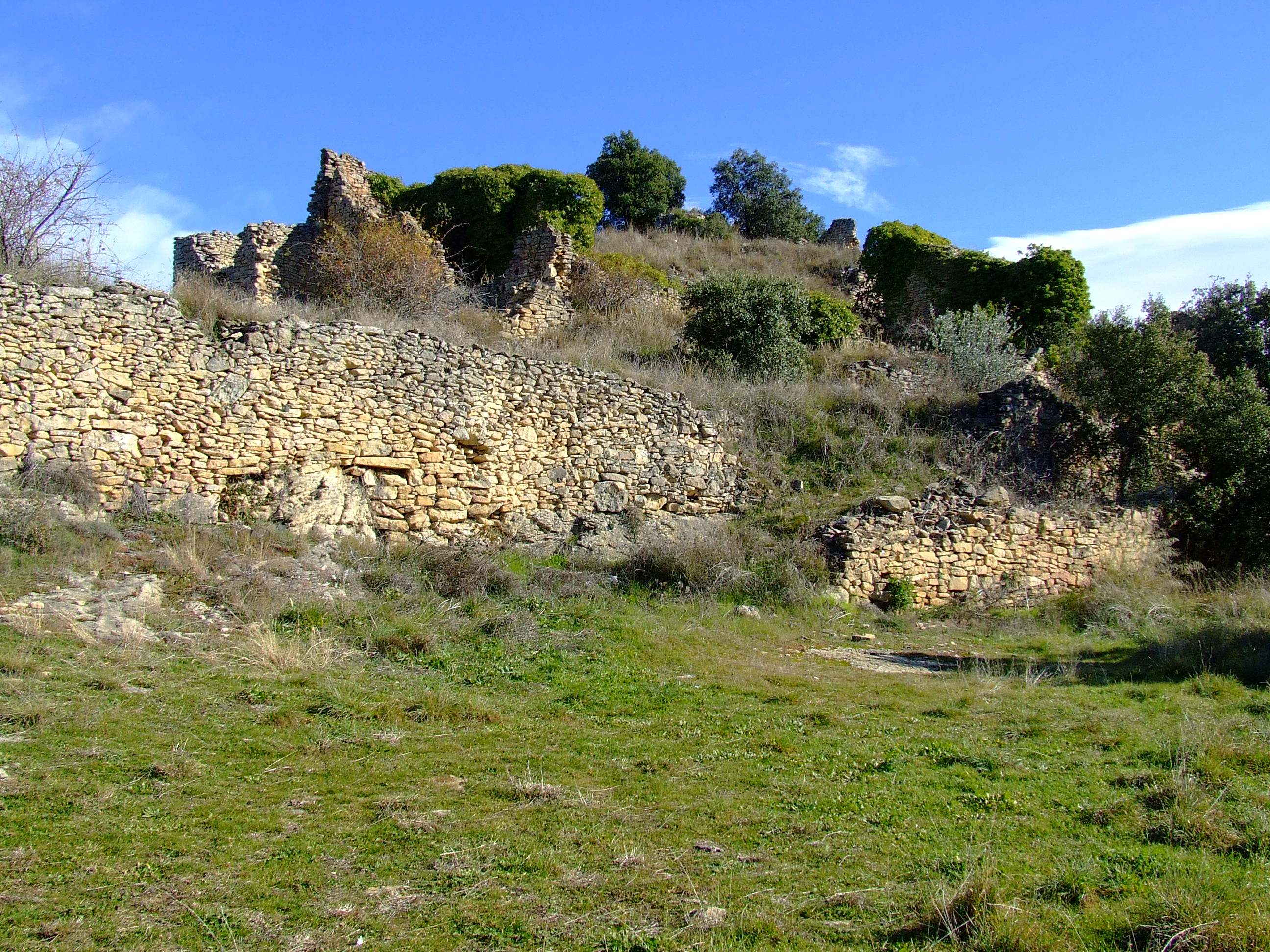
Les restes del poble vell de Biscarri

El poble vell, actualment un munt de ruïnes on, tanmateix, encara es poden reconèixer cases i carrers, formava una vila closa, amb dos portals: un una mica per sota del nivell de l'església, a prop seu, i un altre una mica més amunt, a la mateixa carena. A l'interior, un parell de carrers principals amb diferents ramificacions menava a les cases que el constituïen. Al capdamunt, l'antic castell, del qual en queda ben poca cosa, que en els darrers temps de ser habitat Biscarri vell devia ser una casa més del poble.

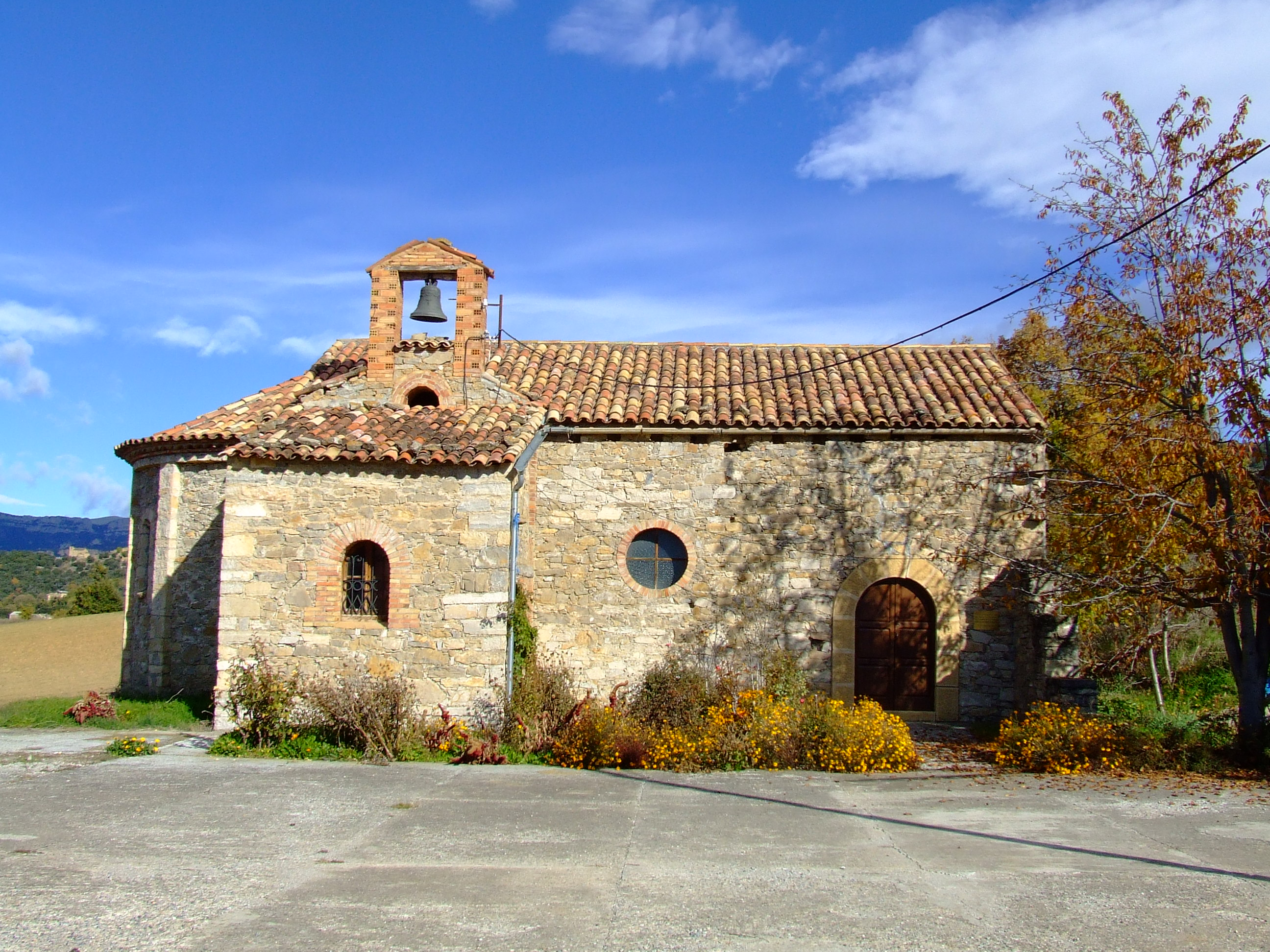
L'església parroquial nova de Biscarri

Té repartides les seves cases per una zona molt àmplia. A l'extrem nord-oest de la serra on està assentat el poble, prop del Tossal de la Pinyella, hi ha l'església parroquial antiga, Sant Andreu, i davant seu, les restes del poble antic de Biscarri. Més al sud i un xic a llevant hi ha Cal Bàrio, Cal Manel i les cases establertes al Serrat dels Estevenets i la Solana del Cucuc. Més avall, Cal Ton de Bàrio, Cal Savina i Cal Borrell; encara més avall, enllaçant ja amb el Biscarri nou, Cal Llobet i Ca l'Abelló i, més amunt, cal Tapioles i cal Blanc. En el Biscarri nou, trobem el Cafè de Biscarri, a la carretera mateix (on hi ha la parada de l'autobús de línia), Cal Cinto, Cal Ferrer, la Cabana del Serni, la Cabana del Carlos, Cal Ros, Cal Riambau, Cal Bertran, Cal Tató, Cal Turumba, Cal Rat... i, més desplaçada cap al nord, la Cabana del Bàrio. Cap a ponent, al lloc on previsiblement hi havia hagut l'església de Sant Pere, Cal Basturs, Cal Solsona, Cal Tronxet, Ca l'Aran, Ca l'Erola, Cal Mora...

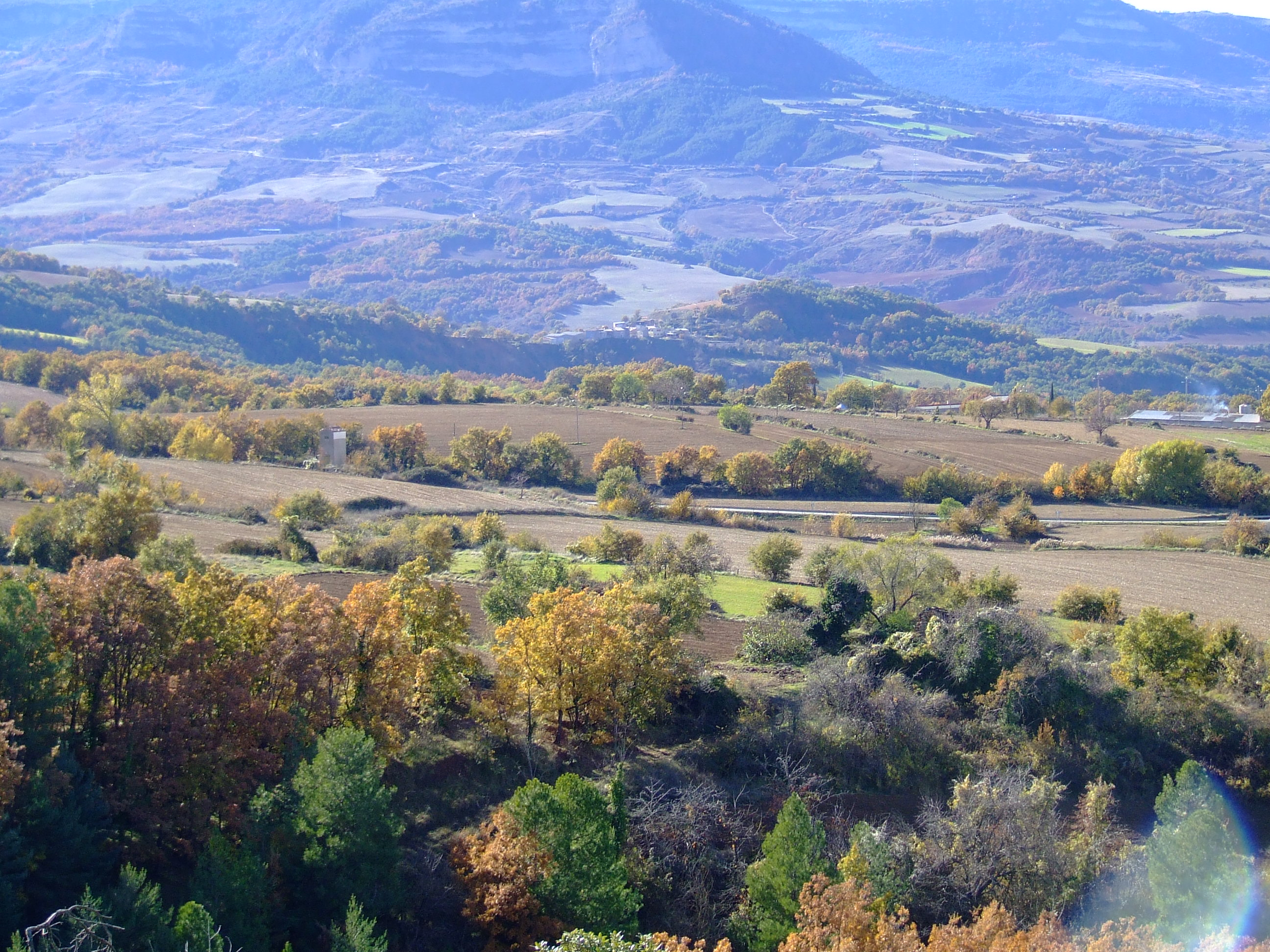
El pla de Sant Pere, a Biscarri

També hi havia hagut una altra entitat de població a Biscarri, al sud-oest del poble actual. S'hi conserven algunes restes de l'església de Sant Pere, al voltant del qual es formà aquest nucli. Actualment no en queda res, tot i que se'n té referències des del 949, a part del topònim Serra de Sant Pere, just a ponent de Ca l'Aran, en el lloc on la carretera fa un doble revolt en descens molt pronunciat.
De poblament dispers, el 1900 hi consten 47 edificis amb 191 habitants. El 1079 aquest poble havia estat donat pel comte d'Urgell Ermengol de Gerp als comtes de Pallars, Ramon i València, i el seu fill Arnau. El 1831 és esmentat dins del corregiment de Talarn, amb 237 habitants. Era senyoriu del Capítol de canonges de la Seu d'Urgell.
Durant el segle xx, després de la Guerra civil, es construí una nova església parroquial de Sant Andreu, més a prop dels dos principals nuclis de població del poble, ja que l'antiga quedava desavinent a l'extrem de ponent, sense cases en el seu entorn. A més de l'església de Sant Andreu, el poble de Biscarri té el seu origen en el seu castell. També havia tingut l'església de Sant Pere, de la qual se n'ignora l'emplaçament, i només se'n sap que el 1080 fou donada com a dot a Santa Cecília d'Elins, en el moment de la consagració d'aquest monestir.

## Història
En el poble de Biscarri hi ha algunes restes que ens remunten a temps molt antics. S'hi troba una punta de llança de bronze, conservada a la col·lecció Sala Moles, de Vic. A més, a Cal Basturs es conserva un fragment d'inscripció romana.
El 1044 figura en l'Acta de Consagració de l'església del Monestir de Sant Serni de Tavèrnoles (Alt Urgell)com una església o parròquies sota el domini del monestir
El 1079 aquest poble havia estat donat pel comte d'Urgell Ermengol de Gerp als comtes de Pallars, Ramon i València, i el seu fill Arnau.
En el Fogatge del 1553 hi consten 14 focs (uns 70 habitants).
El 1831 és esmentat dins del corregiment de Talarn, amb 237 habitants. Era senyoriu del Capítol de canonges de la Seu d'Urgell. De poblament dispers, el 1900 hi consten 47 edificis amb 191 habitants.
A mitjan segle xix Biscarri rebé la visita dels col·laboradors de Pascual Madoz, el qual, en el seu Diccionari, diu d'aquest poble: ben ventilat pels vents del sud i de l'oest, té un clima saludable. Té 25 cases baixes i de mala construcció, distribuïdes en carrers costeruts, però de figura regular, i algunes masies disperses pel terme. Té 14 veïns (caps de casa) i 80 ànimes (habitants).
Durant la Guerra civil el poble vell quedà pràcticament del tot destruït, pel fet que es trobava just al límit de les defenses de l'exèrcit republicà, en un front que quedà estabilitzat, amb sovintejats bombardeigs des del bàndol franquista, durant gairebé un any. Les ruïnes del poble vell són encara visibles, a redós de l'església romànica de Sant Andreu.
El poble ja havia sofert un procés d'abandonament progressiu al llarg del primer terç del segle xx, de manera que el 1936 ja no hi vivia pràcticament ningú. Com que les cases encara estaven dretes i teulades, foren ocupades pels fugitius del front de guerra, principalment d'Isona, i fou el 1938 quan rebé directament les conseqüències del dur enfrontament bèl·lic que tingué com a escenari la Conca Dellà.

## Llocs d'interès
- Sant Andreu de Biscarri vell
- Poble vell i castell de Biscarri

## Festes i tradicions
Biscarri era prou ric en tradicions, la major part lligades amb la pràctica religiosa. D'una banda, l'antiga església de Sant Andreu, tot i romandre abandonada, acollia dos cops a l'any festes amb força assistència: per exemple, la de la Santa Creu, actualment passada al segon diumenge de maig, quan es reunien per a la benedicció del terme parroquial i celebrar un concorregut dinar popular.
Per Sant Andreu, patró del poble, se celebrava la Festa Major petita. S'hi cantaven els goigs dedicats a Sant Andreu.
La Festa Major és el quart diumenge de setembre.
A més, se celebraven dos aplecs, fora del terme, però molt concorreguts pels de Basturs: la pasqua petita a l'ermita del Bon Repòs, i l'aplec de la Posa, el 20 de gener.
El Carnestoltes també se celebrava amb prou lluïment, amb un gran àpat col·lectiu i la consegüent festa, per a la qual s'havia fet una capta prèviament, passant casa per casa sobretot la gent jove amb un ruc per aplegar el que s'havia de menjar al dinar popular.
Biscarri entraria, a més, en els circuits de la Catalunya màgica: existeix la brama de la presència del diable al Pedró (el lloc des d'on es beneeix el terme). Un bon dia, en fer la benedicció el capellà, s'alçà una flamarada amb olor de sofre del lloc, el mateix Pedró, on algú havia deixat un xai que havia trobat pel camí: era el mateix dimoni, que es feia passar per una bestiola innocent.
També es parla de l'existència de bruixes, que van haver de ser foragitades amb la construcció d'una capella. I, encara, l'abundor de fonts en els entorns de Biscarri feu possible les llegendes de les encantàries o dones d'aigua, que vivien en unes coves damunt del poble, i, tot i que no eren dolentes, eren capaces de llençar terribles malediccions si els humans actuaven malament, i de gran generositat si ho feien de forma caritativa.

## Serveis turístics
Biscarri tenia l'únic restaurant de l'antic terme de Benavent de la Conca: el restaurant Cal Basturs (grafiat erròniament com a Cal Bastús), però va tancar el 2007.
A part d'aquest restaurant tancat, a Cal Ros de Biscarri hi ha una casa d'allotjament rural.

## Comunicacions
Creua pel mig de Biscarri la carretera C-1412b (Ponts - Tremp), que uneix el Pallars Jussà amb la Noguera, cap al sud-est, i duu al cap de comarca, Tremp, cap a l'oest.
Cap altra carretera discorre per Biscarri. Sí, en canvi, algunes pistes en bon estat, algunes d'asfaltades, que menen a Gramenet, Covet, Merea, poble vell de Biscarri, etcètera.
Pel que fa a mitjans de transport públic, Biscarri compta amb parada de l'autobús de la línia Barcelona-la Pobla de Segur, amb un servei al dia en direcció a Barcelona, al matí ben d'hora, i un altre a mitja tarda en direcció a la Pobla de Segur. També hi passa la línia Barcelona-eth Pònt de Rei, amb dos cotxes a mig matí en direcció a la Vall d'Aran (un d'ells té final de trajecte a Esterri d'Àneu), i dos a primera hora de la tarda cap a Barcelona.